# Cattleya
Cattleya ist eine Pflanzengattung innerhalb der Familie der Orchideen (Orchidaceae). Die etwa 114 Arten wachsen meist epiphytisch (baumbewohnend) oder lithophytisch (felsbewohnend) in Südamerika. Aufgrund der großen, farbigen Blüten sind sie recht häufig in Kultur anzutreffen.

## Beschreibung

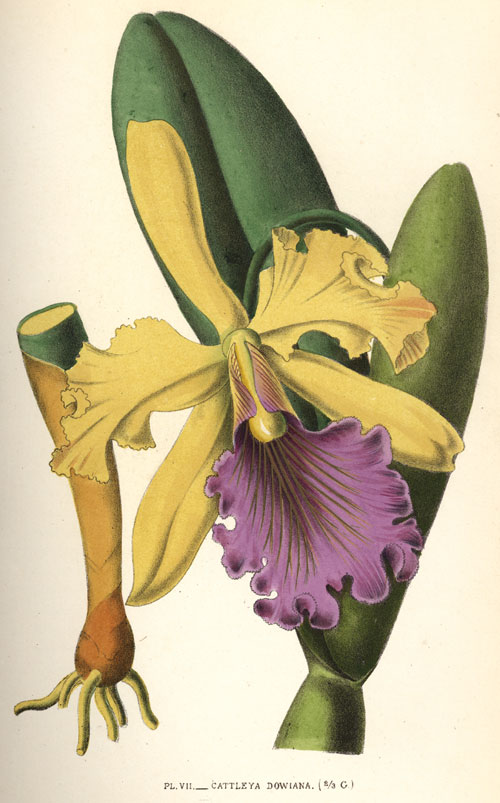
Illustration von Cattleya dowiana

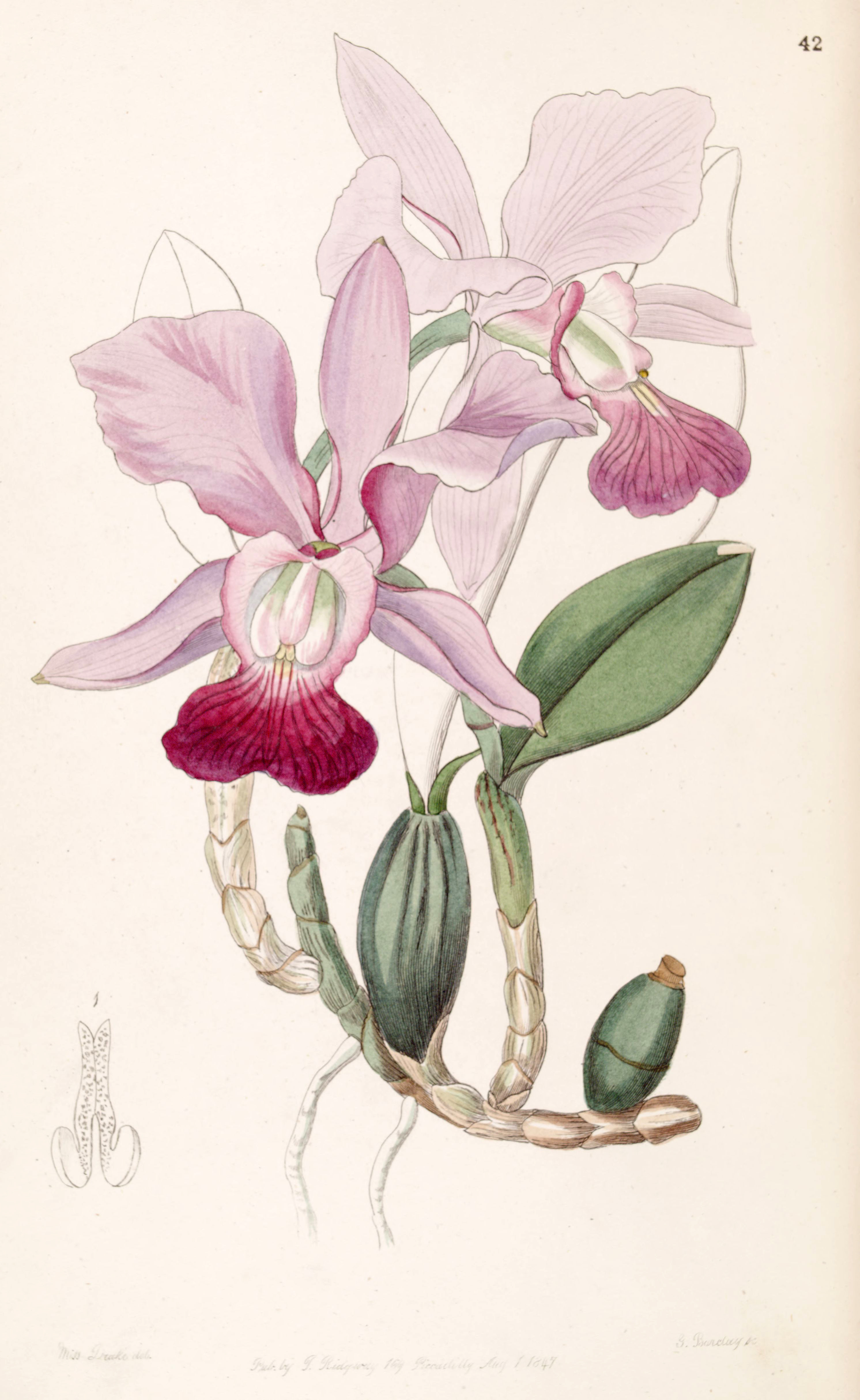
Illustration aus Edwards Botanical Register, Volume 33 (NS 10), Tafel 42, 1847 von Cattleya walkeriana

### Vegetative Merkmale
Cattleya-Arten wachsen als ausdauernde krautige Pflanzen. Aus einem kriechenden Rhizom entspringen in jeder Vegetationsperiode längliche, im Querschnitt runde oder ovale Sprossachsen, die zu keulenförmigen Pseudobulben verdickt sein können oder zylindrisch und unverdickt wachsen. Auch das Wachstum neuer Wurzeln geschieht periodisch. Die Sprossachsen sind von häutigen, vertrocknenden Niederblättern umhüllt.
Am oberen Ende der Pseudobulben sitzen ein oder zwei (selten drei) ledrige bis fleischige Laubblätter. Die Blattform ist oval bis breit-lanzettlich. Anhand der Anzahl der Laubblätter pro Sprossachse unterscheidet man zwei Gruppen, die sogenannten unifoliaten (einblättrige, z. B. Cattleya labiata) und die bifoliaten (zweiblättrige, z. B. Cattleya intermedia) Cattleyen.

### Generative Merkmale
Der traubige Blütenstand erscheint endständig aus einer einfachen oder doppelten Blütenscheide. Selten erscheint der Blütenstand auf einem blattlosen Spross aus dem Rhizom. Der Blütenstand trägt meist wenige große Blüten. Die Blüten sind resupiniert.
Die zwittrigen, duftenden Blüten sind zygomorph und dreizählig. Die Blütenfarben bei den einblättrigen Cattleyen sind rosafarben oder gelb und bei den zweiblättrigen braun-rot, grün, weiß und rosafarben, manchmal gefleckt. Die Sepalen sind länglich-eiförmig. Die Petalen sind entweder wie die Sepalen geformt oder viel breiter, oft mit gefälteltem Rand. Die Lippe ist dreilappig, die Seitenlappen sind bei den einblättrigen Arten nur undeutlich abgesetzt, bei allen Arten aber nach oben um die Säule gebogen. Lippe und Säule sind nicht verwachsen. An der Basis der Lippe befindet sich ein Nektarium, das nach hinten in den Fruchtknoten hineinragt und so von außen nicht als Sporn sichtbar ist. Die Säule ist weiß oder rosa, sie trägt am Ende das gegen die Blütenachse hinabgebogene Staubblatt. Dieses enthält vier Pollinien.
Es werden rundlich-ovale Kapselfrüchte mit vielen Samen gebildet.
Die Chromosomenzahl beträgt 2n = 40.

## Ökologie
Cattleya-Arten wachsen oft epiphytisch, seltener lithophytisch oder terrestrisch.
Die Bestäubung erfolgt durch nektarsuchende Bienen. Die Kapselfrüchte benötigen neun bis zehn Monate bis zur Reife. Dabei sind die Embryonen teilweise schon nach drei Monaten fertig entwickelt, die Kapselfrucht öffnet sich aber wesentlich später.

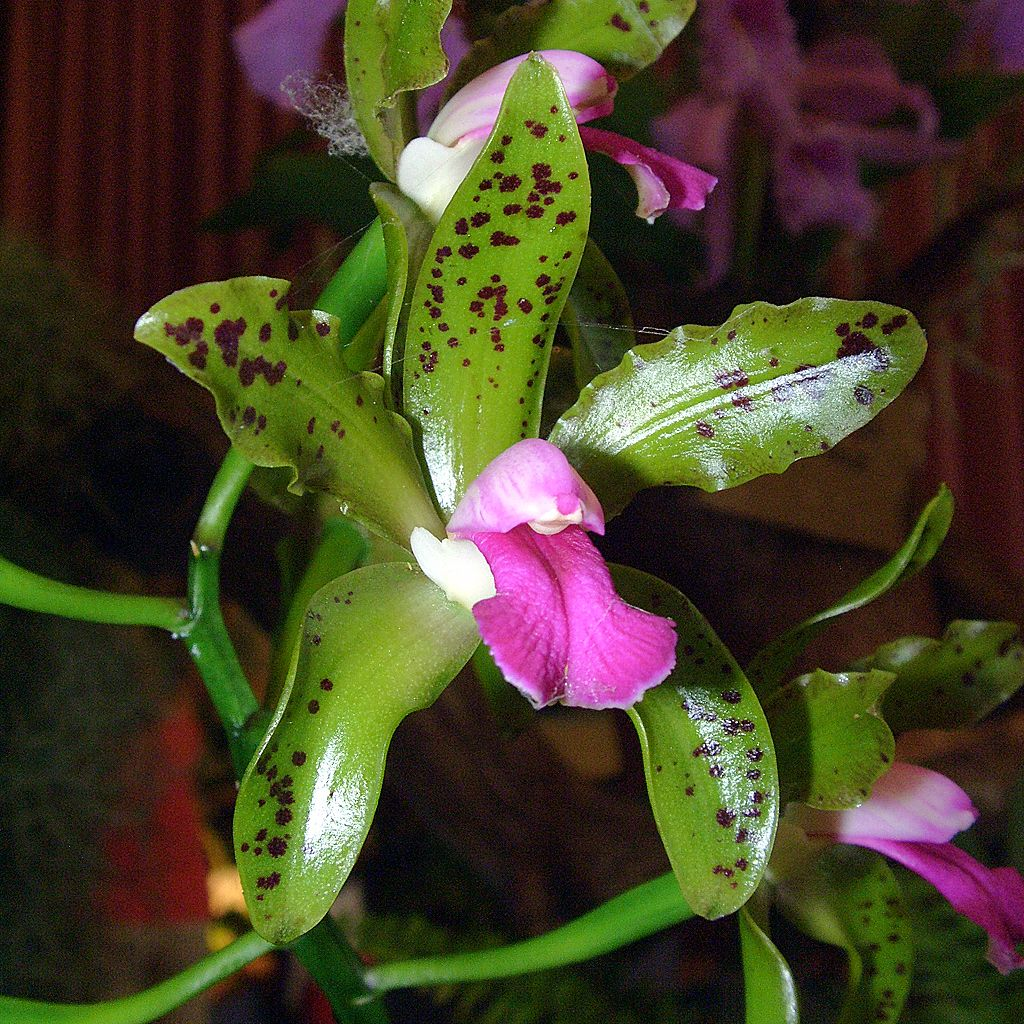
Cattleya guttata

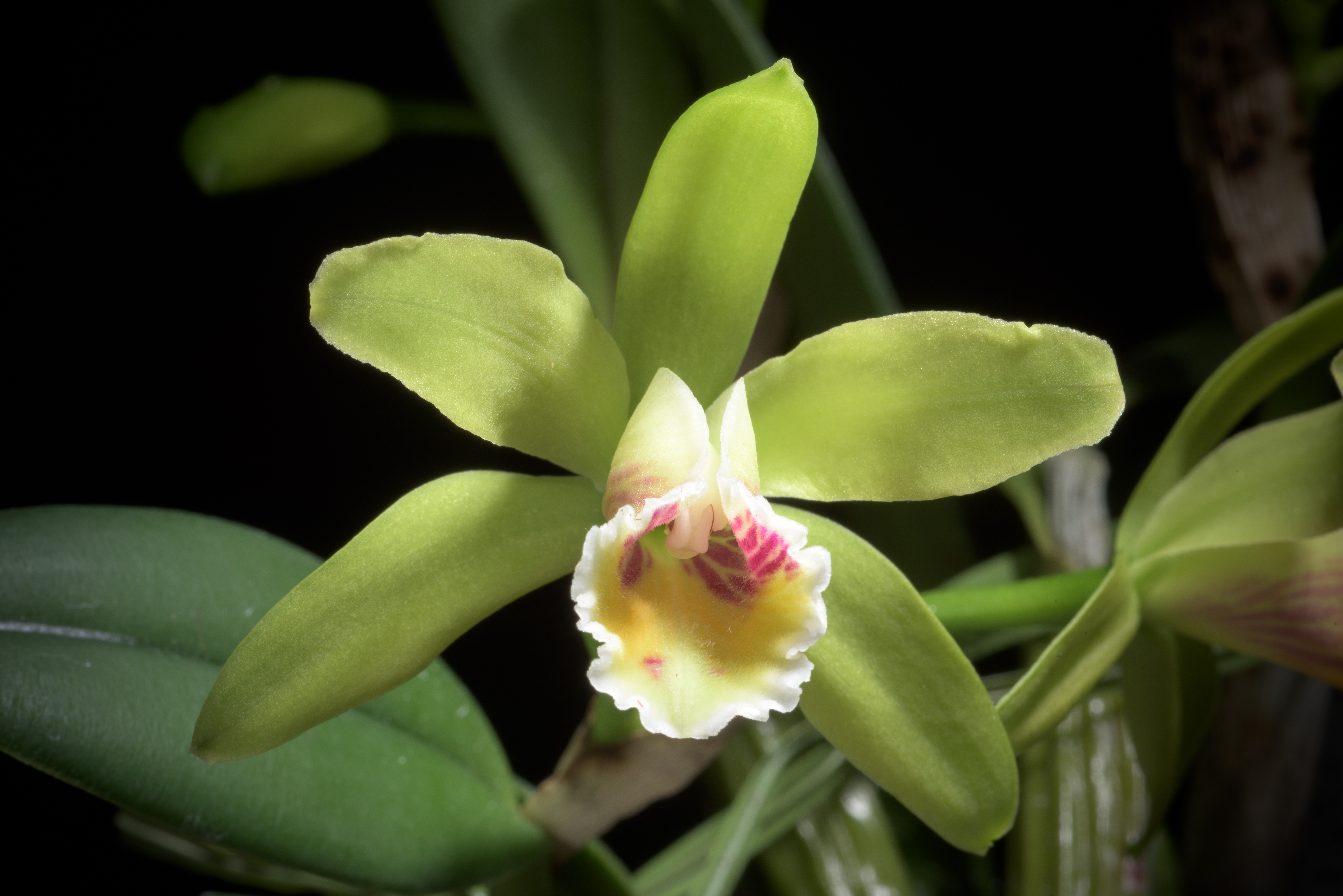
Cattleya luteola

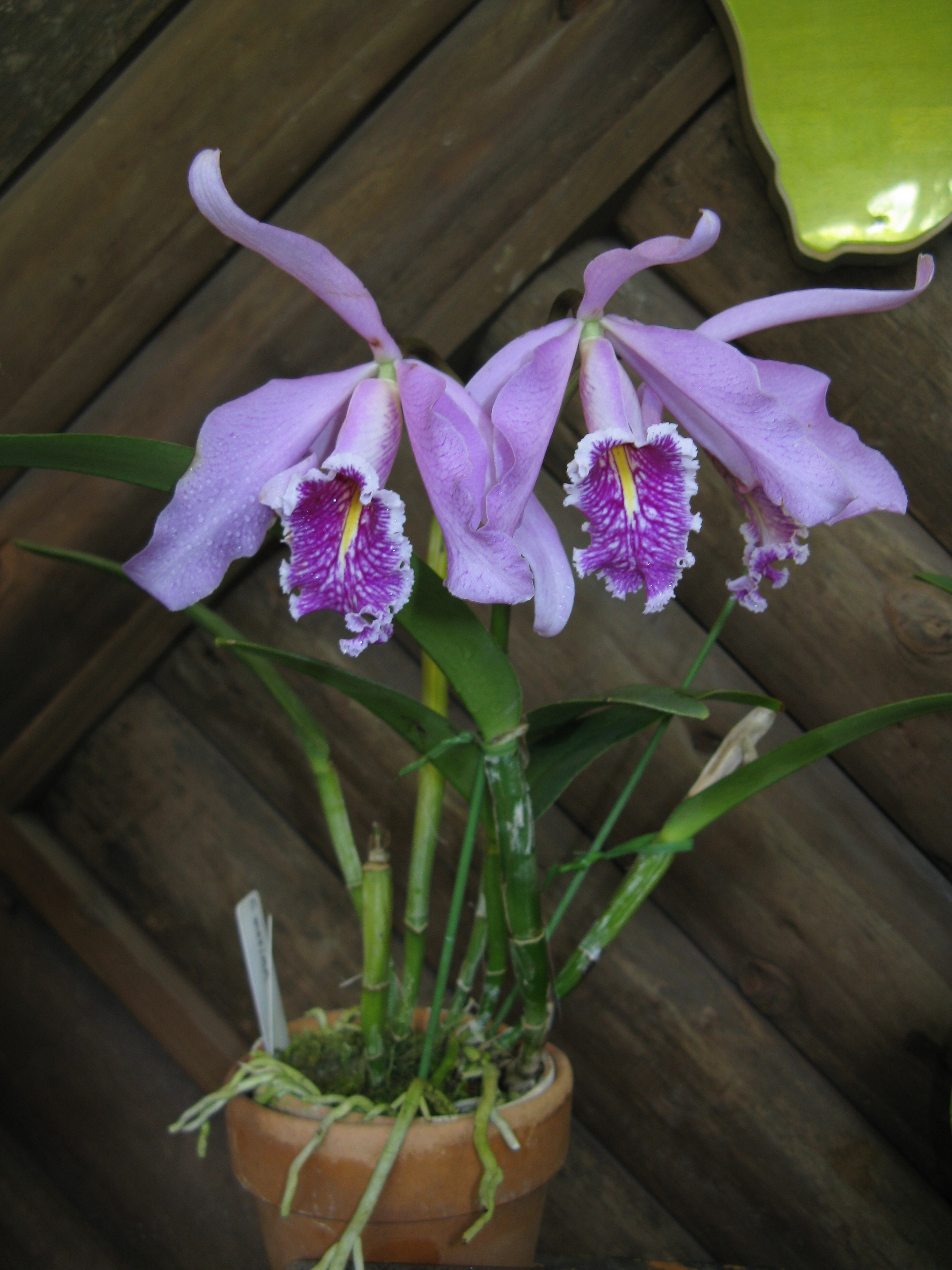
Cattleya maxima

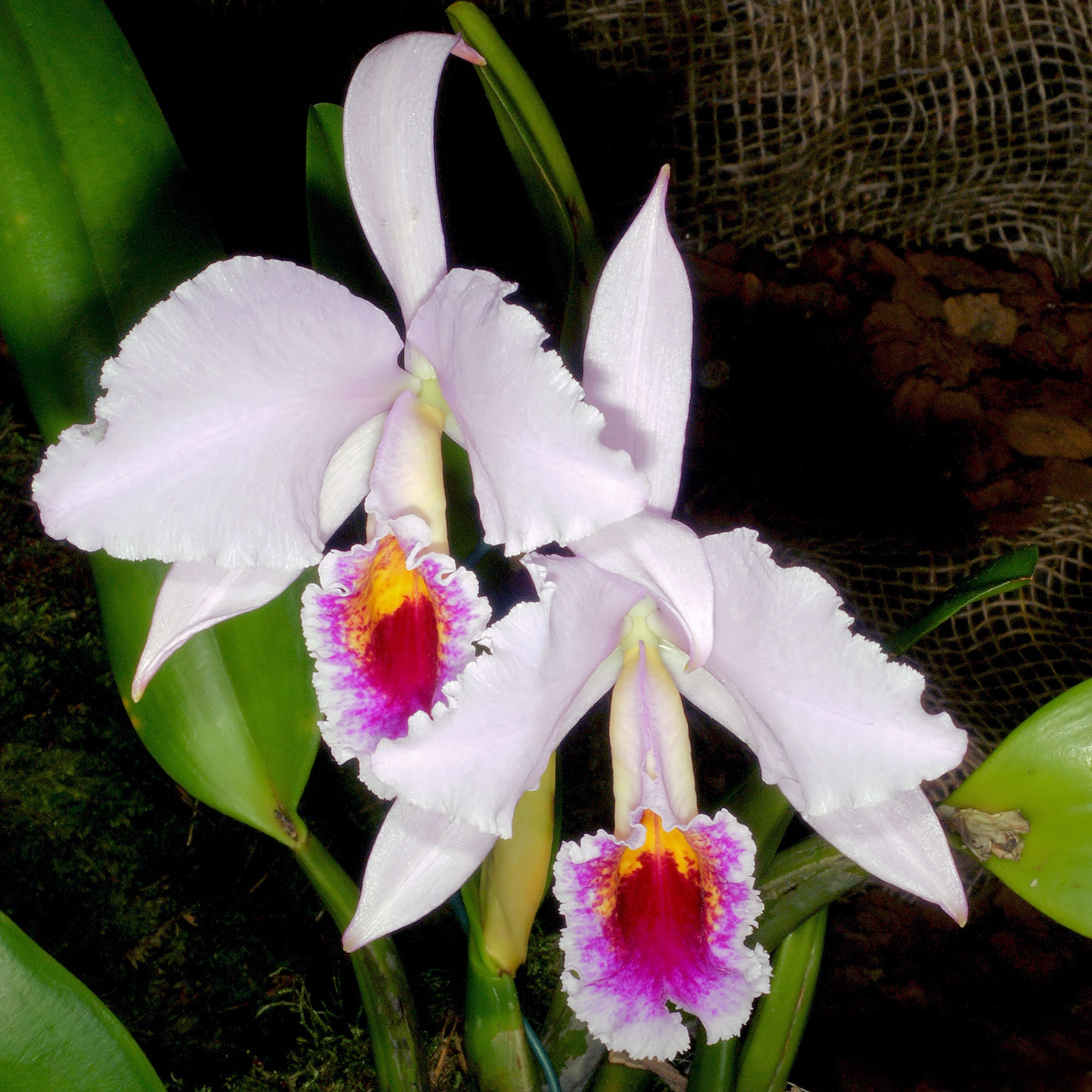
Cattleya percivaliana

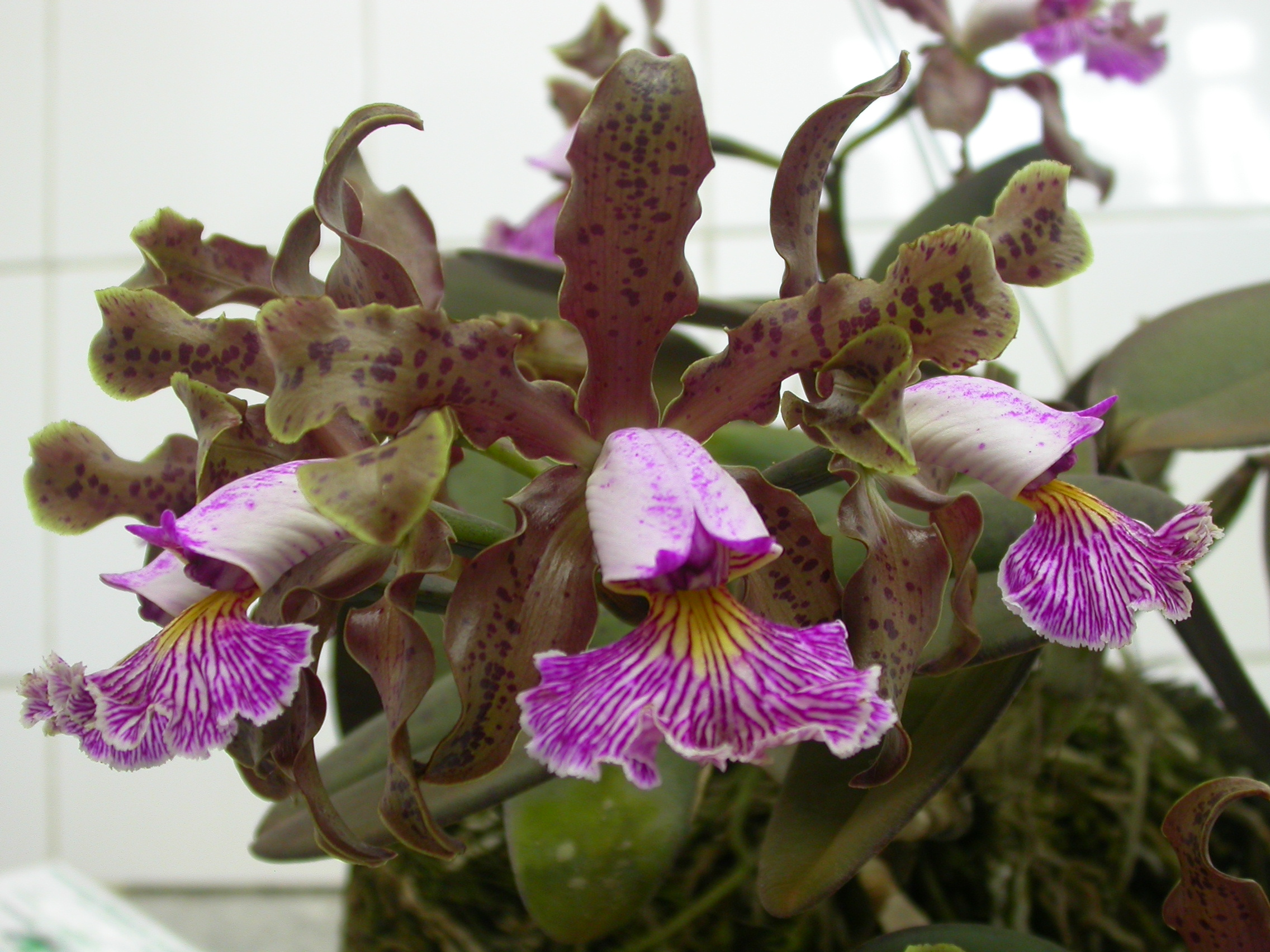
Cattleya schilleriana

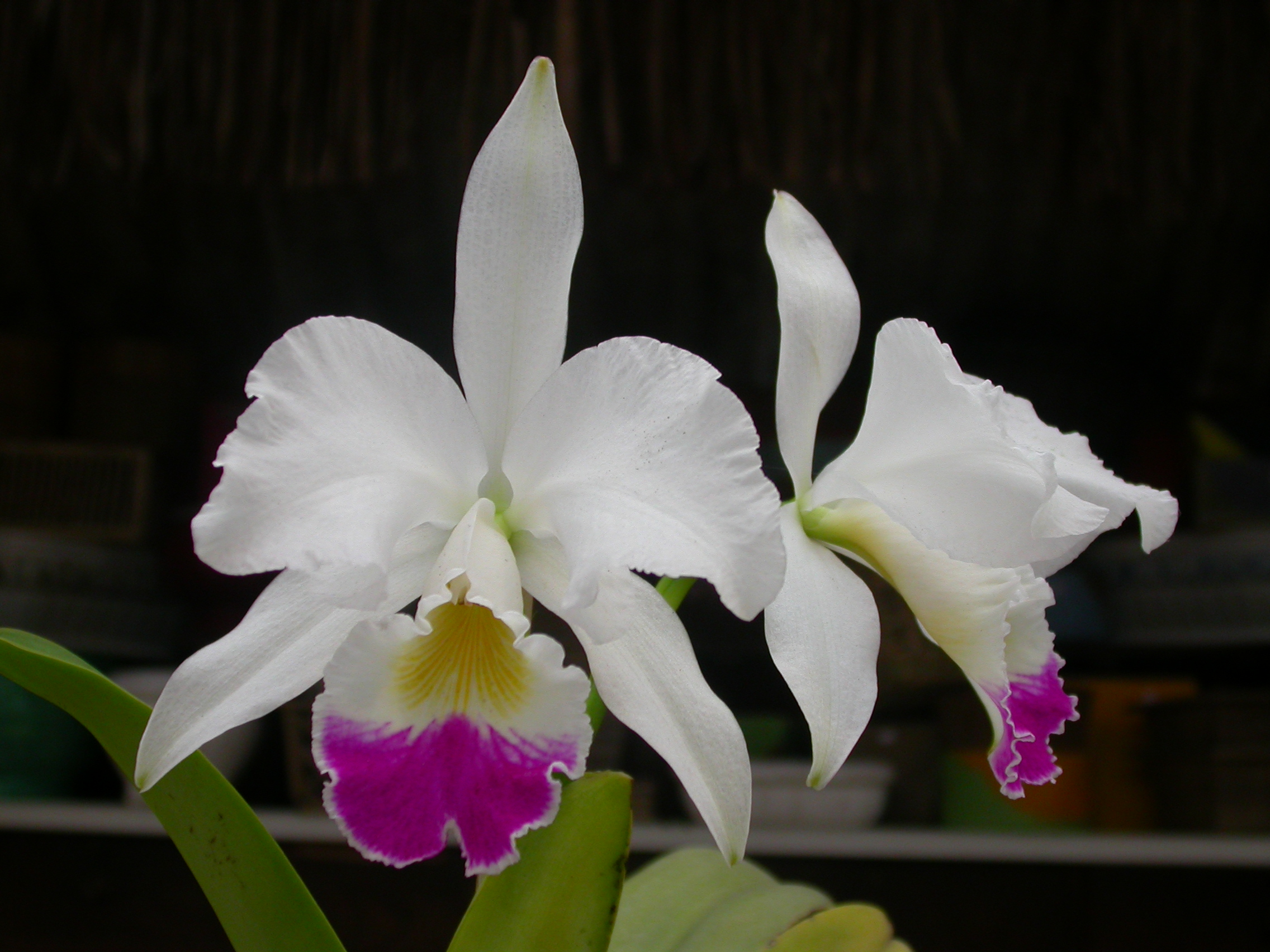
Cattleya warneri

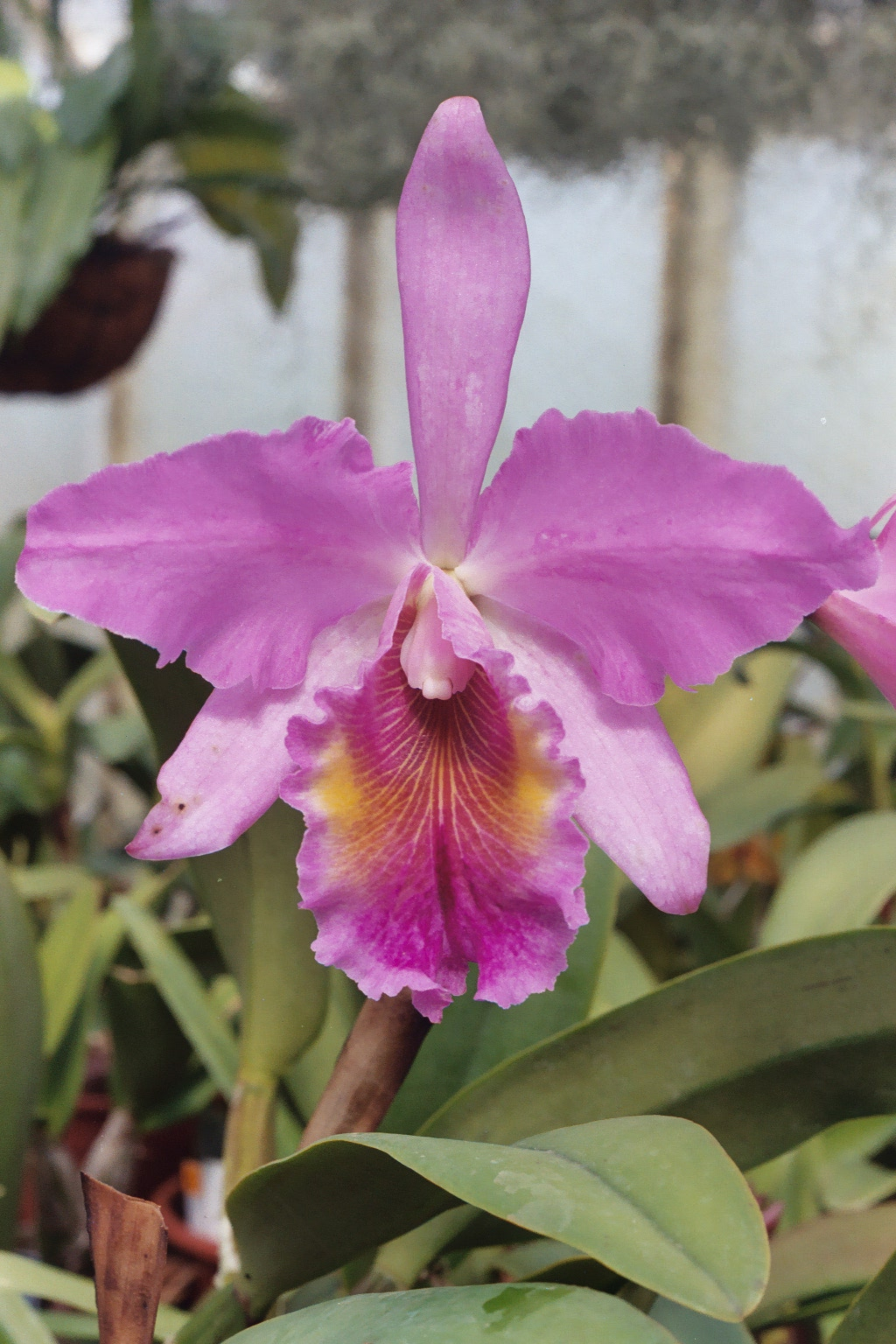
Cattleya warscewiczii

## Systematik und Verbreitung
Die Gattung Cattleya wurde 1821 durch John Lindley in Collectanea Botanica, Nr. 7, Tafel 33 aufgestellt. Der Gattungsname Cattleya ehrt den britischen Orchideengärtner William Cattley (1788–1835).
Die Gattung Cattleya gehört zur Subtribus Laeliinae aus der Tribus Epidendreae in der Unterfamilie Epidendroideae innerhalb der Familie Orchidaceae. Cattleya ist nah verwandt mit Brassavola, Cattleyella, Guarianthe und Rhyncholaelia.
Innerhalb der Gattung Cattleya lassen sich, wie oben erörtert, zwei Gruppen anhand der Zahl der Laubblätter pro Sprossachse und der Blütenform unterscheiden. Die einblättrigen Arten (Subgenus Cattleya, Typusart Cattleya labiata) kommen hauptsächlich in den Anden Kolumbiens und Venezuelas vor mit nur zwei Arten im östlichen Brasilien, die zweiblättrigen Arten (Subgenus Intermediae) haben ihr Hauptareal im südöstlichen Brasilien.
Van den Berg schlug eine Erweiterung der Gattung Cattleya um alle Sophronitis-Arten (inklusive der im Jahr 2000 von Laelia zu Sphronitis umbenannten) vor.
Die Arten der Gattung Cattleya sind in der Nordhälfte Südamerikas weitverbreitet. Zwei Verbreitungsschwerpunkte sind die Anden sowie das südöstliche Brasilien. In Brasilien kommen etwa 102 Arten vor.
Je nach Autor enthält die Gattung Cattleya unterschiedlich viele Arten, beispielsweise nach van den Berg 2014 114 Arten (Stand 2020). Hier eine Auswahl:
- Cattleya aclandiae Lindl., Brasilien.
- Cattleya amethystoglossa Linden & Rchb. f. ex R.Warner, Brasilien.
- Cattleya araguaiensis Pabst, Brasilien.
- Cattleya bicolor Lindl.: Die etwa drei Unterarten kommen alle in Brasilien vor:
  - Cattleya bicolor Lindl. subsp. bicolor
  - Cattleya bicolor subsp. canastrensis L.C.Menezes & Braem
  - Cattleya bicolor subsp. minasgeraensis Fowlie
- Cattleya boissieri B.S.Williams, Kolumbien.
- Cattleya dormaniana (Rchb. f.) Rchb. f.: Dieser Endemit kommt nur in der Serra dos Órgãos im brasilianischen Bundesstaat Rio de Janeiro vor.
- Cattleya dowiana Bateman & Rchb. f.: Es gibt zwei Varietäten:
  - Cattleya dowiana var. aurea (Linden) B.S.Williams & Moore, Panama und Kolumbien.
  - Cattleya dowiana Bateman & Rchb. f. var. dowiana, Costa Rica.
- Cattleya elegantissima Linden, Venezuela.
- Cattleya elongata Barb.Rodr., Brasilien.
- Cattleya forbesii Lindl., Brasilien.
- Cattleya gaskelliana (N.E.Br.) B.S.Williams, Kolumbien und Venezuela.
- Cattleya granulosa Lindl., Brasilien.
- Cattleya guttata Lindl., Brasilien.
- Cattleya harrisoniana Bateman ex Lindl., Brasilien.
- Cattleya herbacea Rojas, nordöstliches Argentinien.
- Cattleya intermedia Graham ex Hook., Brasilien, Paraguay und Uruguay.
- Cattleya iricolor Rchb. f., Ecuador und Peru.
- Cattleya jenmanii Rolfe, Venezuela und Guyana.
- Cattleya kerrii Brieger & Bicalho, Brasilien.
- Cattleya labiata Lindl., Brasilien.
- Cattleya lawrenceana Rchb. f., Venezuela, Guyana und Brasilien.
- Cattleya loddigesii Lindl.: Es gibt etwa zwei Unterarten:
  - Cattleya loddigesii Lindl. subsp. loddigesii (Syn.: Cattleya arembergii Scheidw., Cattleya candida B.S.Williams, Cattleya loddigesii var. maculata (A.H.Kent) K.A.Roberts): Sie kommt in Paraguay, Brasilien und Argentinien vor.
  - Cattleya loddigesii subsp. purpurea Brieger, Brasilien.
- Cattleya lueddemanniana Rchb. f., Venezuela.
- Cattleya luteola Lindl., Bolivien, Brasilien, Ecuador und Peru.
- Cattleya maxima Lindl., Ecuador, Kolumbien, Peru und Venezuela.
- Cattleya mendelii Dombrain, Kolumbien.
- Cattleya mooreana Withner, Allison & Guenard, Peru.
- Cattleya mossiae C.Parker ex Hook., Venezuela.
- Cattleya nobilior Rchb. f., Bolivien und Brasilien.
- Cattleya percivaliana (Rchb. f.) O’Brien, Kolumbien und Venezuela.
- Cattleya porphyroglossa Linden & Rchb. f., Brasilien.
- Cattleya rex O’Brien, Kolumbien und Peru.
- Cattleya schilleriana Rchb. f., Brasilien.
- Cattleya schofieldiana Rchb. f., Brasilien.
- Cattleya schroederae Rchb. f., Kolumbien.
- Cattleya storeyi H.G.Jones, Barbados.
- Cattleya tenuis Campacci & Vedovello, Brasilien.
- Cattleya tigrina A.Rich., Brasilien.
- Cattleya trianae Linden & Rchb. f., Kolumbien.
- Cattleya velutina Rchb. f., Brasilien.
- Cattleya violacea (Kunth) Rolfe, nördliches Südamerika, Amazonasbecken.
- Cattleya walkeriana Gardner, Brasilien.
- Cattleya wallisii (Linden) Linden ex Rchb. f., Brasilien.
- Cattleya warneri T.Moore ex R.Warner, Brasilien.
- Cattleya warscewiczii Rchb. f., Kolumbien.

Es kommen etliche benannte natürliche Hybriden vor. Zudem gibt es die hohe Anzahl von etwa 400 synonymen wissenschaftlichen Namen.
Die Stellung von Cattleya araguaiensis Pabst wird kontrovers diskutiert. Manchen Autoren stellen sie als Cattleyella araguaiensis (Pabst) Van den Berg & M.W.Chase in eine eigene Gattung Cattleyella.

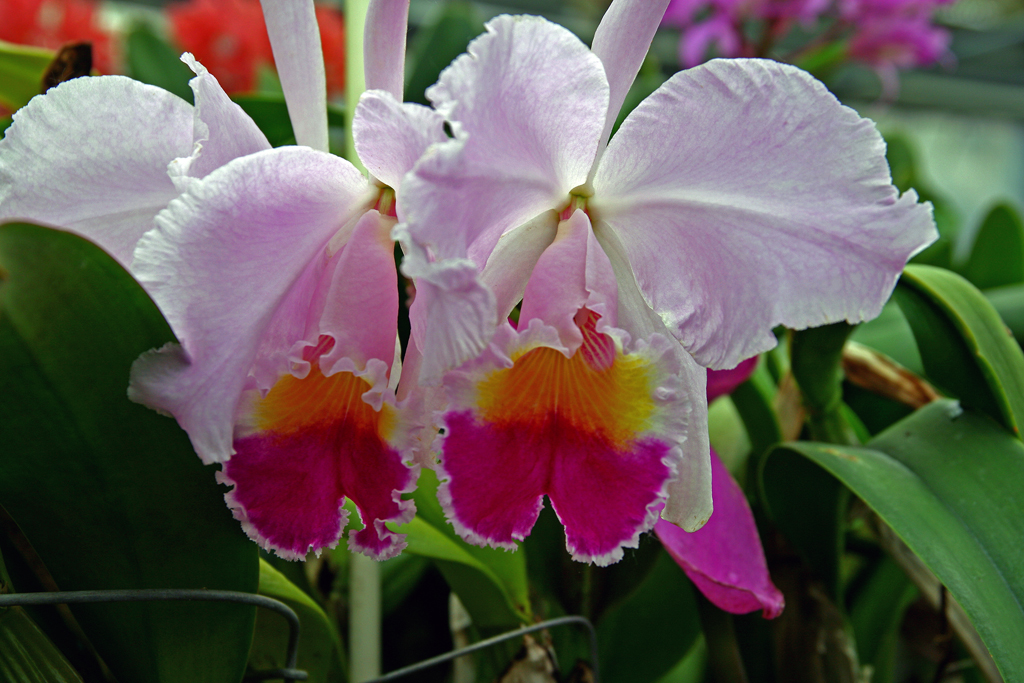
Cattleya-Hybride aus Züchtung

## Verwendung
Die Cattleya-Arten bringen große, farbige Blüten hervor und waren schon kurz nach der Einführung der ersten Pflanzenexemplare nach Europa, etwa ab 1830, beliebte Zierpflanzen.

Es wurden zahlreiche Hybriden, auch mit verwandten Gattungen wie Laelia und Sophronitis, gezüchtet.

Fast alle Sorten benötigen viel Licht, eine Ruheperiode mit trockenem Substrat sowie hohe Luftfeuchtigkeit und gute Lüftung.

## Trivia
„Cattleya spielen“ ist ein privates erotisches Codewort zwischen dem Protagonisten Swann und seiner späteren Frau Odette in Marcel Prousts Romanfolge Auf der Suche nach der verlorenen Zeit.

## Weiterführende Literatur
- Bruno C. Querino, Maria E. Ferraz, Yennifer Mata-Sucre, Leonardo Pessoa Felix: Cytomolecular diversity of the subtribe Laeliinae (Epidendroidae, Orchidaceae) suggests no relationship between genome size and heterochromatin abundance. In: Oesterreichische Botanische Zeitschrift, Volume 306, Issue 2, Februar 2020. doi:10.1007/s00606-020-01650-2